# 33529 Генден
33529 Генден (33529 Henden) — астероїд головного поясу, відкритий 19 квітня 1999 року.
Тіссеранів параметр щодо Юпітера — 3,493.